# Rudina
Rudina es un municipio del distrito de Kysucké Nové Mesto, en la región de Žilina, Eslovaquia. Tiene una población estimada, a finales del año 2020, de 1850 habitantes. 
Se encuentra ubicado al noroeste de la región, cerca del curso alto del río Váh (cuenca hidrográfica del Danubio) y de la frontera con la República Checa y Polonia.

## Demografía
| Año        | 1994 | 2004    | 2014    | 2024    |
| ---------- | ---- | ------- | ------- | ------- |
| Población  | 1497 | 1645    | 1743    | 1799    |
| Diferencia |      | +9,88 % | +5,95 % | +3,21 % |

| Año        | 2023 | 2024    |
| ---------- | ---- | ------- |
| Población  | 1803 | 1799    |
| Diferencia |      | −0,22 % |